# 纪念白求恩

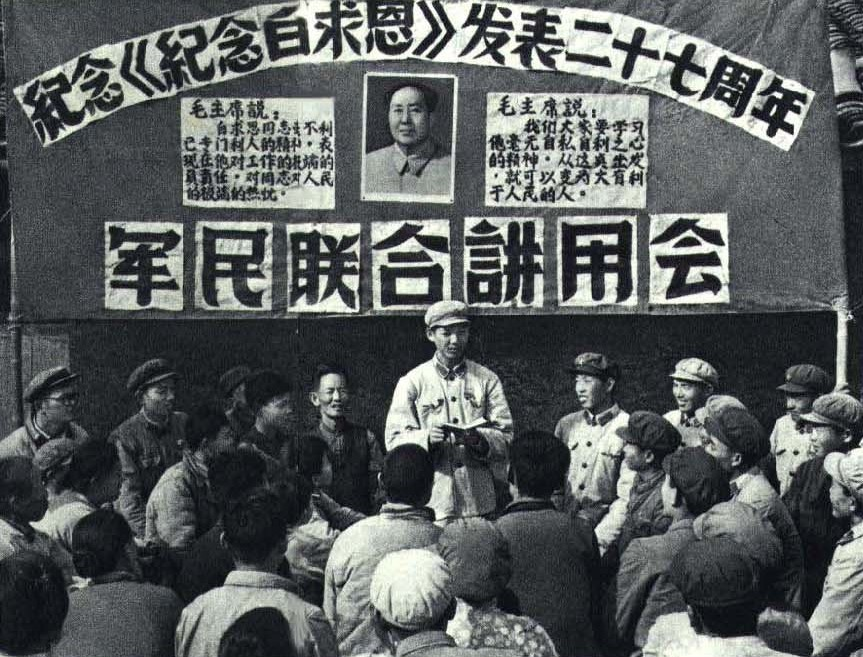
1967年纪念白求恩发表27周年纪念

《纪念白求恩》是毛泽东在抗日战争时为悼念来华為抗戰提供醫療支援的加拿大共产党党员、外科医生、外科器械改良家白求恩而撰写的文章。
1939年在五台山地区一次手术中，白求恩遭到感染，不久因败血症在河北省唐县去世。
为了悼念白求恩，毛泽东撰写了这篇文章，并于1939年12月21日发表。在文中毛高度赞扬了白求恩的国际主义精神，文中说：“我们大家要学习他毫无自私自利之心的精神。从这点出发，就可以变为大有利于人民的人。一个人的能力有大小，但只要有这点精神，就是一个高尚的人。”这篇文章后来和毛泽东的另外两篇同一时期的文章《为人民服务》和《愚公移山》一起在文革期间成了所有中国大陆人都要背诵的“老三篇”。白求恩的名字也因此家喻户晓。